# Tomasz Kuczborski (zm. 1641)
Tomasz Kuczborski herbu Ogończyk (zm. w 1641 roku) – chorąży dobrzyński w latach 1630-1636.
Poseł na sejm zwyczajny 1635 roku, sejm 1638 roku.